# New Hazelton
New Hazelton är en ort i Kanada.   Den ligger i provinsen British Columbia, i den centrala delen av landet, 3 700 km väster om huvudstaden Ottawa. New Hazelton ligger 312 meter över havet och antalet invånare är 627.
Terrängen runt New Hazelton är varierad.Trakten runt New Hazelton är nära nog obefolkad, med mindre än två invånare per kvadratkilometer.. New Hazelton är det största samhället i trakten.
Trakten runt New Hazelton består i huvudsak av blandskog med dominans av gran.